# Umělecká galerie Nového Jižního Walesu

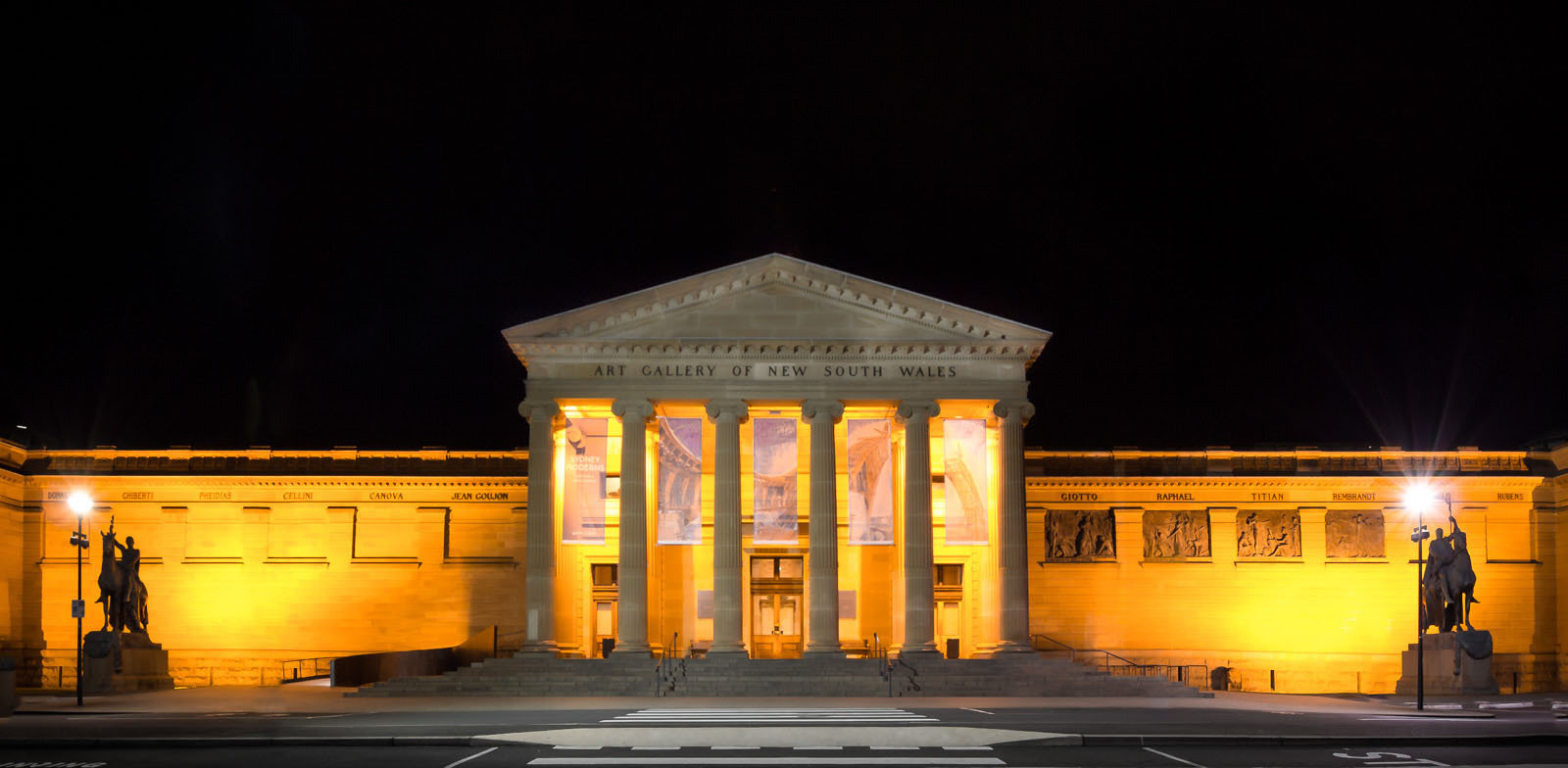
Art Gallery of New South Wales v noci

Umělecká galerie Nového Jižního Walesu (anglicky Art Gallery of New South Wales, zkratkou AGNSW) v Sydney je největší galerií v Austrálii a v pořadí 67. největší galerií ve světě. Byla otevřena roku 1879 a kromě australského umění vystavuje také umění Evropy a Asie. Vstup je zdarma. Ročně ji navštíví více než 1 milion lidí.

## Historie
24. dubna 1871 byla v Sydney založena Akademie umění, která kromě výuky studentů organizovala od roku 1874 výroční výstavy umění v sídle Hospodářské komory (Burza Sydney). Od roku 1875 budovala vlastní sbírku, kterou vystavovala v Clark's Assembly Hall, Elizabeth Street. Roku 1879 byla sbírka přemístěna do dřevěné přístavby Zahradního paláce, postaveného pro Mezinárodní výstavu v Sydney, a otevřena veřejnosti jako "The Art Gallery of New South Wales". Roku 1882 Zahradní palác vyhořel a bylo rozhodnuto postavit pro galerii novou budovu.
Roku 1883 dostal zadání navrhnout budovu architekt John Horbury Hunt, ale žádná z jeho variant nebyla přijata. Stavba byla svěřena roku 1895 Walter Liberty Vernonovi, který působil od roku 1910 jako hlavní vládní architekt pro New South Wales. Neoklasická budova "The National Art Gallery of New South Wales" byla jednou z jeho nejdůležitějších staveb. První dvě galerie byly otevřeny v letech 1897 a 1899, následované galerií akvarelů (1901). Celá stavba byla dokončena roku 1902 Velkým oválným vestibulem.
Od roku 1921 galerie vyhlašuje nejstarší australskou cenu za malířský portrét - Archibald Prize. Roku 1958 se galerie vrátila k původnímu názvu "The Art Gallery of New South Wales". V letech 1969-1972 přistavěla galerie nové křídlo Jamese Cooka, na počest 200. výročí jeho vylodění v Botany Bay. Při 200. výročí příjezdu první skupiny britských odsouzených do Austrálie a založení města Sydney (1788) byl iniciován projekt přestavby galerie. V prosinci 1988 bylo dokončeno rozšíření v The Domain parkland, kterým se zdvojnásobila výstavní plocha galerie. Realizace stavby v parku měla různá omezení a musela se vyhnout dvěma mohutným fíkovníkům (Ficus macrophylla).
Roku 2010 byl z Cookova křídla přemístěn depozitář sbírek do prostor mimo Vernonovu budovu a v přízemí byla zřízena galerie současného umění. Roku 2013 galerie představila plán na stavbu nové budovy Sydney Modern, která by měla být dokončena roku 2021, ke 150. výročí založení galerie. Vláda na tyto účely uvolnila 10.8 milionů australských dolarů. Architektonickou soutěž vyhráli roku 2015 tokijští architekti Kazuyo Sejima + Ryue Nishizawa (SANAA), nositelé Pritzkerovy ceny. Galerie získala na stavbu nové budovy dalších více než 100 milionů A$ fundraisingovou kampaní.
Kromě Archibald Prize, která je nejdůležitějším australským uměleckým oceněním, uděluje galerie rovněž the Sulman art prize, Wynne art prize a Dobell art prize a pořádá ročně kolem 40 krátkodobých výstav. Art Gallery of New South Wales (AGNSW) ve spolupráci s Carriageworks a Museum of Contemporary Art Australia (MCA) pořádá bienále současného australského umění.

### Vedení galerie
Od roku 2012 je ředitelem Art Gallery of New South Wales historik umění Michael Brand.
Galerie má sbor 11 správců z komerční sféry a pětičlenný exekutivní sbor. Obě nadace galerie (Art Gallery of NSW Foundation, Brett Whiteley Foundation) mají správní rady, které sdružují reprezentanty galerie i donátorů.

## Sbírky

### Evropské umění
7 638 položek. Galerie má velkou sbírku britského viktoriánského umění, včetně významných děl lorda Frederica Leightona a sira Edwarda Johna Poyntera. Expozice evropských starých mistrů představuje jména jako Peter Paul Rubens, Canaletto, Bronzino, Domenico Beccafumi, Giovanni Battista Moroni nebo Niccolò dell'Abbate. Z umělců 19.-20. století pak Eugène Delacroix, John Constable, Ford Madox Brown, Vincent van Gogh, Auguste Rodin, Claude Monet, Paul Cézanne, Camille Pissarro, Pierre Bonnard, Georges Braque, Pablo Picasso, Edgar Degas, Maurice de Vlaminck, Ernst Ludwig Kirchner, Alberto Giacometti, Giorgio Morandi, Wassily Kandinski a také britští umělci 20. století (Henry Moore, Barbara Hepworth, Lyn Chadwick, Eduardo Paolozzi atd.), z Čechů např. Jiřího Anderle.

### Australské umění
19 370 položek. Nejrozsáhlejší sbírka, která mapuje celou historii australského umění od počátku 19. století a obsahuje ikonická díla umělců jako John Glover, Arthur Streeton, Eugene von Guerard, John Russell, Tom Roberts, David Davies, Charles Conder, William Piguenit, E. Phillips Fox (včetně díla Nasturtiums), Frederick McCubbin, Sydney Long a George W. Lambert. a umělce 20. století jako Arthur Boyd, Rupert Bunny, Grace Cossington Smith, H. H. Calvert, William Dobell, Russell Drysdale, James Gleeson, Sidney Nolan, John Olsen, Margaret Preston, Hugh Ramsay, Lloyd Rees, Imants Tillers, J. W. Tristram, Roland Wakelin, Brett Whiteley, Fred Williams a Blamire Young.
Vybraná díla

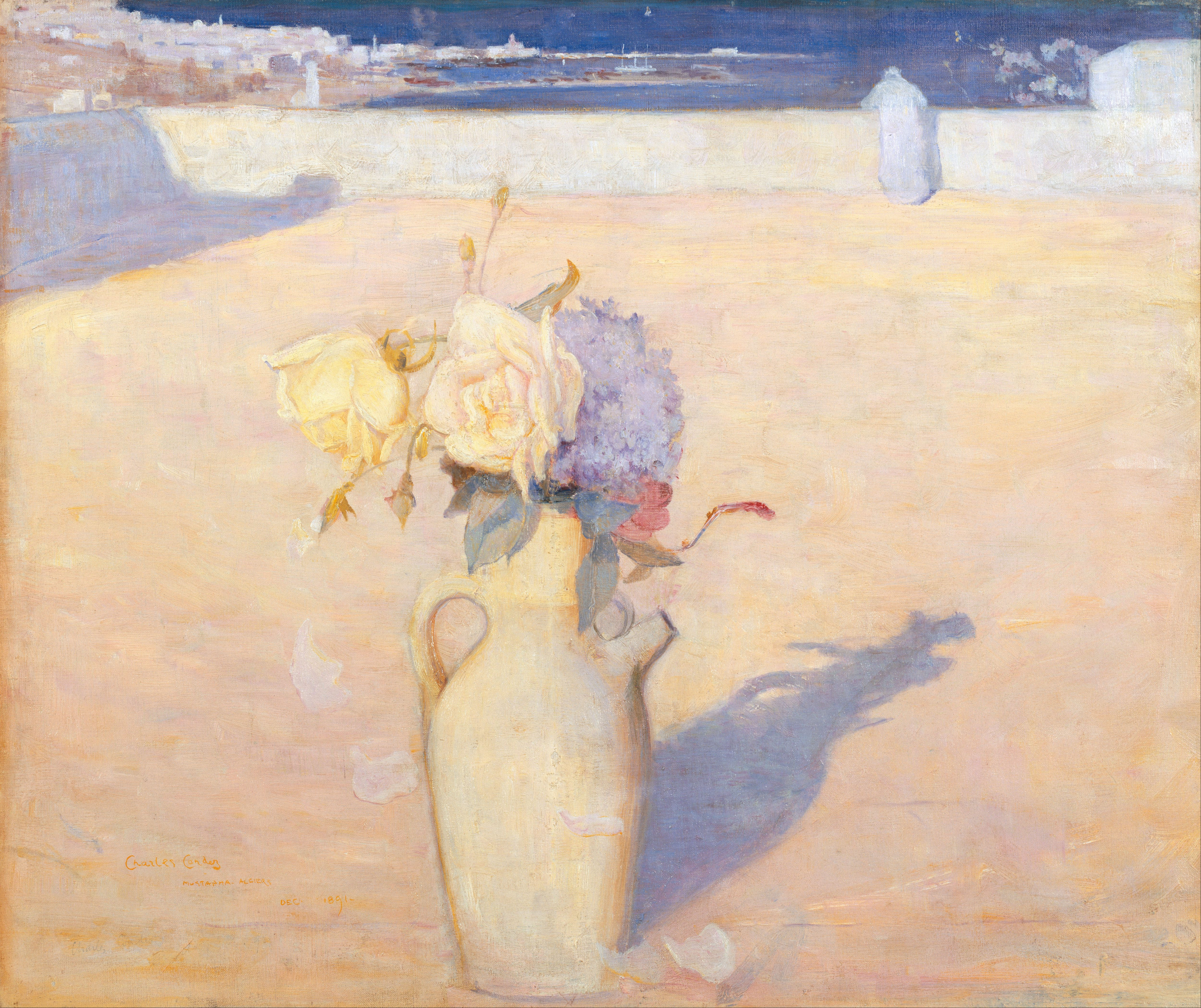
Charles Conder, The hot sands, Mustapha, Algiers, 1891
Arthur Streeton, Fire's On, 1891
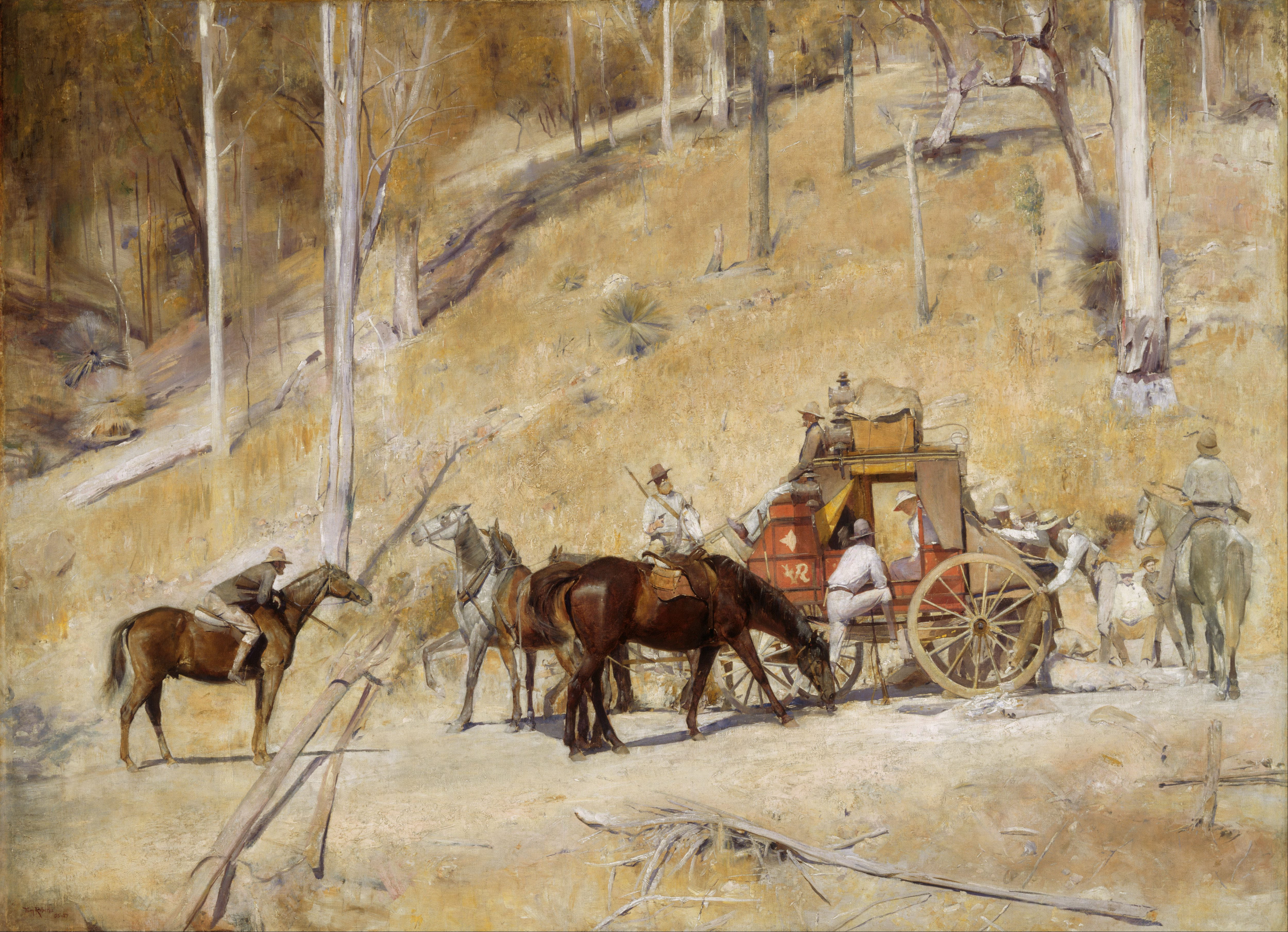
Tom Roberts, Bailed Up, 1895
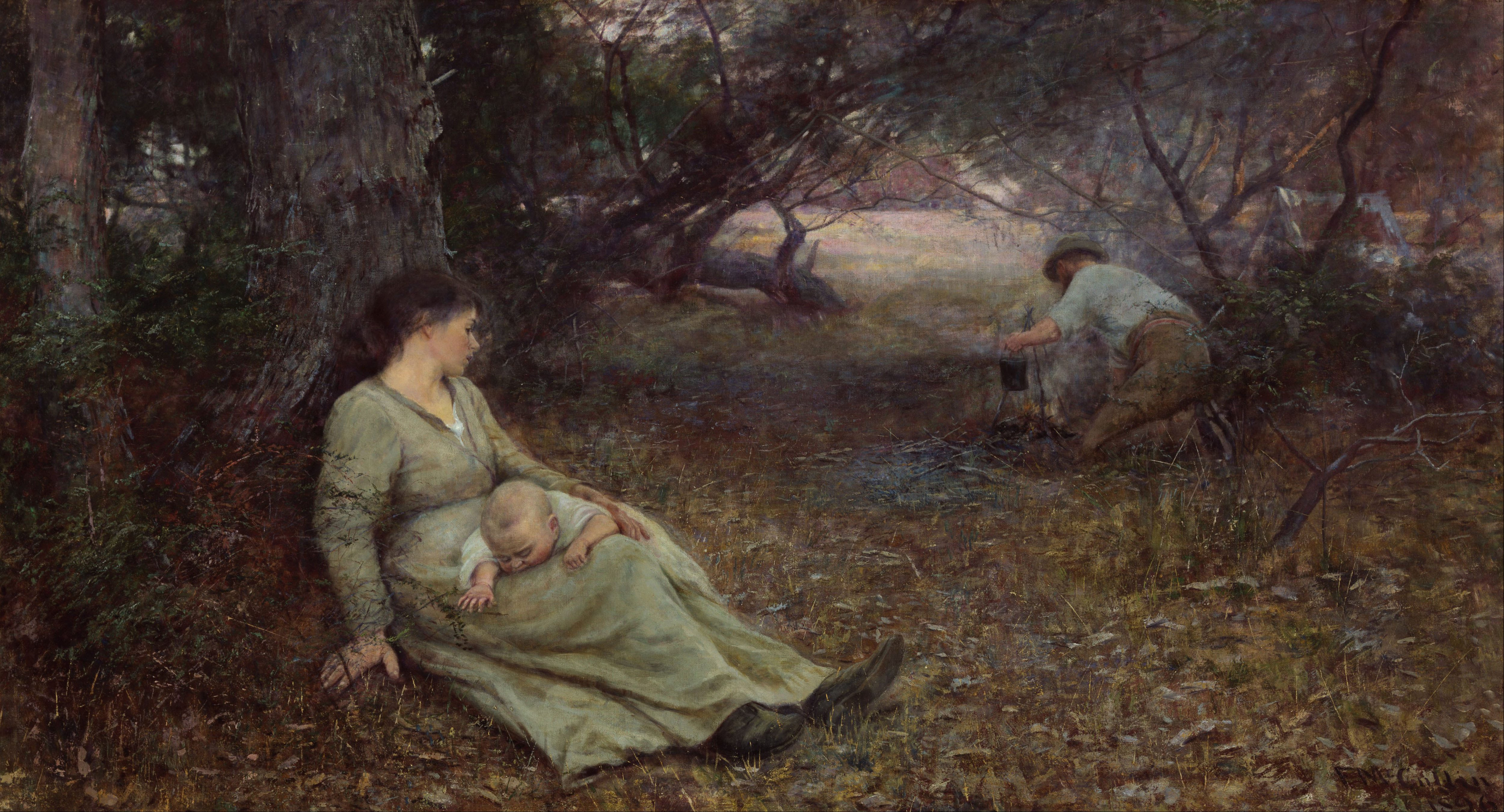
Frederick McCubbin, On the Wallaby Track, 1896
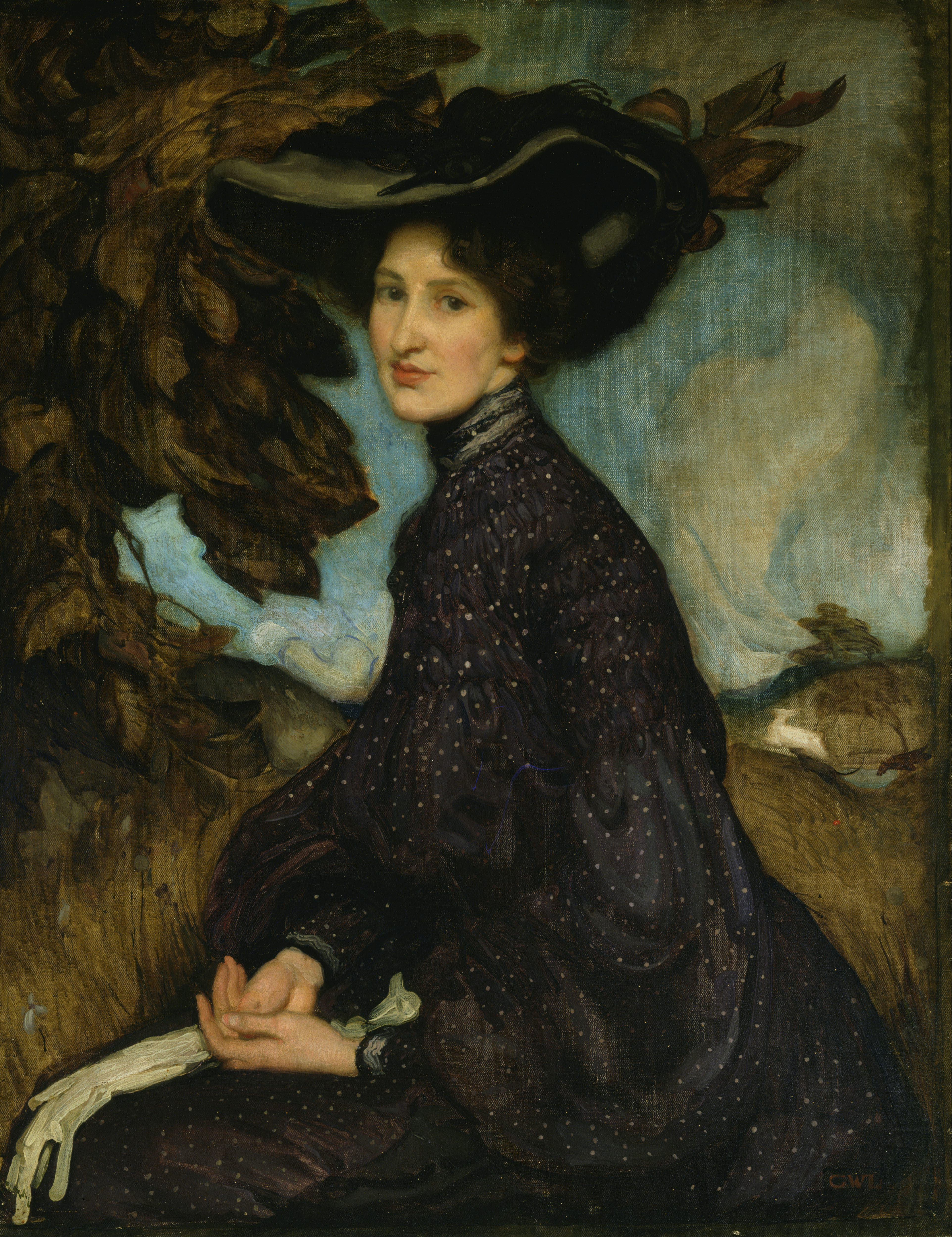
George Washington Lambert, Thea Proctor, 1903
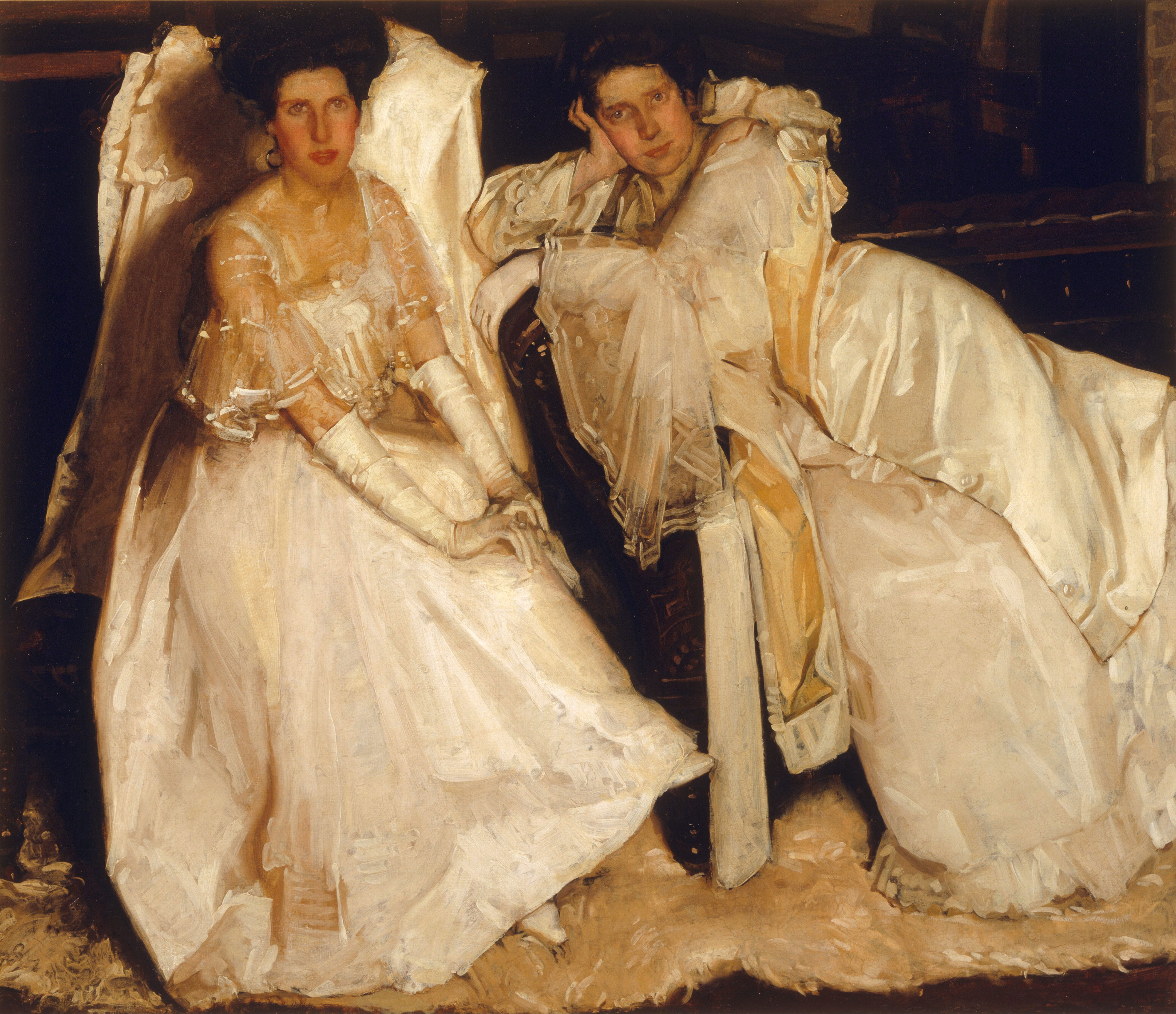
Hugh Ramsay, The Sisters, 1904
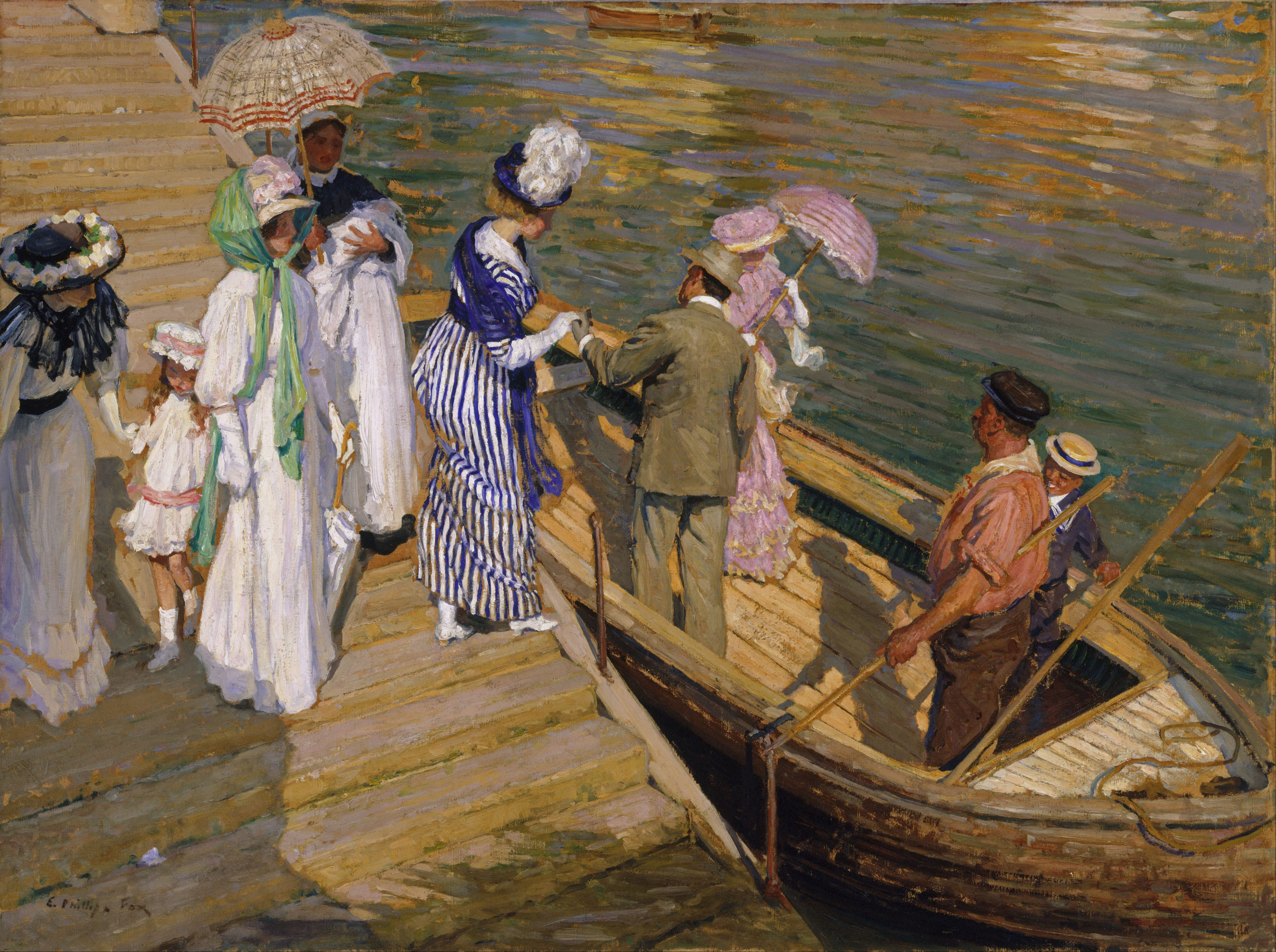
E Phillips Fox, The Ferry, 1910
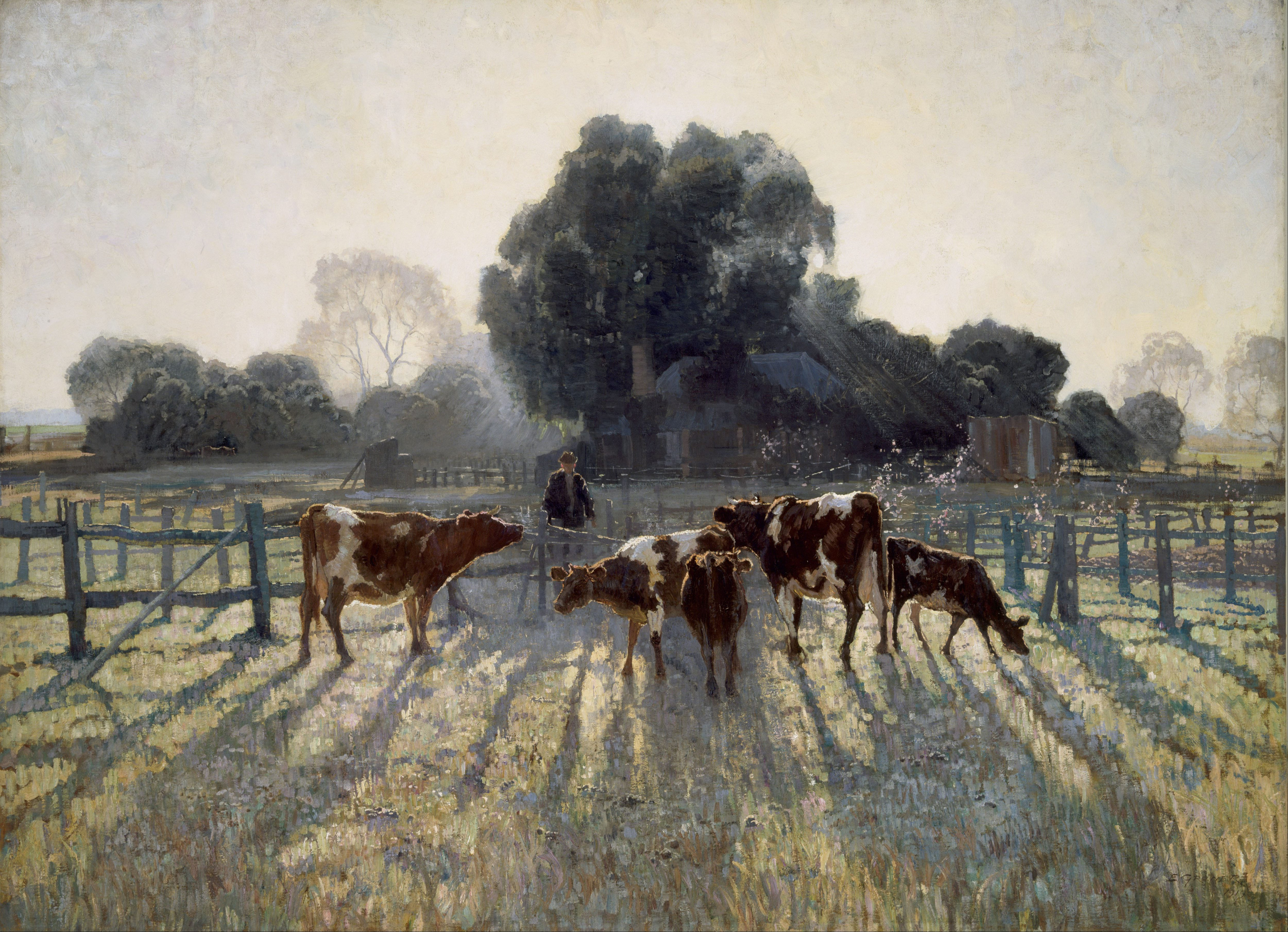
Elioth Gruner, Spring Frost, 1919

### Asijské umění
4054 položek. Základem sbírky byl dar japonské vlády, která věnovala soubor japonských bronzů a keramiky po Světové výstavě v Sydney roku 1879. Největší část sbírky tvoří čínské umění od 11. stol. před naším letopočtem, japonské (Maruyama Ókyo, 1772, Tani Bunchó, 1826) a korejské umění. Jsou zastoupeni i moderní umělci jako Zhang Xiaogang, Nam June Paik nebo Jošihiro Suda. Ve sbírce umění jihovýchodní Asie je zastoupena kultura Dong Son doby bronzové Vietnamu, Angkorská perioda Kambodže, období Srivijaya Indonesie a období Sukhothai Thajska, umění Laosu, Barmy a Filipín.

### Umění Aboridžinců a obyvatel ostrovů Torresova průlivu
2 119 děl představujících australské kulturní dědictví od konce 19. století do současnosti.

### Umění Pacifiku
842 děl. Základem kolekce je zápůjčka více než 500 děl z jedné z největších soukromých sbírek, kterou vybudoval Stanley Gordon Moriarty.

### Fotografie
5 489 fotografií. Galerie začala sbírat fotografie od roku 1975, kdy obdržela dar 90 snímků od Harolda Cazneauxe. 80 procent sbírky tvoří australští fotografové a je v ní zastoupena současná světová fotografie i australský piktoralismus, modernismus a poválečná dokumentární fotografie.
Fotografická sbírka obsahuje širokou škálu umělců jako jsou například Tracey Moffatt, Bill Henson, Fiona Hall, Micky Allan, Mark Johnson, Max Pam nebo Lewis Morley. Kromě současné fotografie, australského piktorialismu, modernismu a poválečné dokumentární fotografie jsou vystavena díla členů piktorialistické společnosti The Sydney Camera Circle a dále Maxe Dupaina, Olive Cottonové nebo Davida Mooreho. Vývoj australské fotografie 19. století je prezentován s důrazem na práci Charlese Baylisse a společnosti Kerry & Co. Mezinárodní fotografie zahrnují anglický piktorialismus a evropskou avantgardu (Bauhaus, konstruktivismus a surrealismus). Fotoreportáž v Americe 20. století je zastoupena mimo jiné v díle Lewise Hineho a Dorothy Langeové. Současná asijská fotografie je v galerii reprezentována umělci jako například Yasumasa Morimura nebo Miwa Yanagi). Styly sahají od formální estetiky rané fotografie přes neformální momentky Weegeeho až ke špičkové módní fotografii Helmuta Newtona a Bettiny Rheims.
Vybraná díla

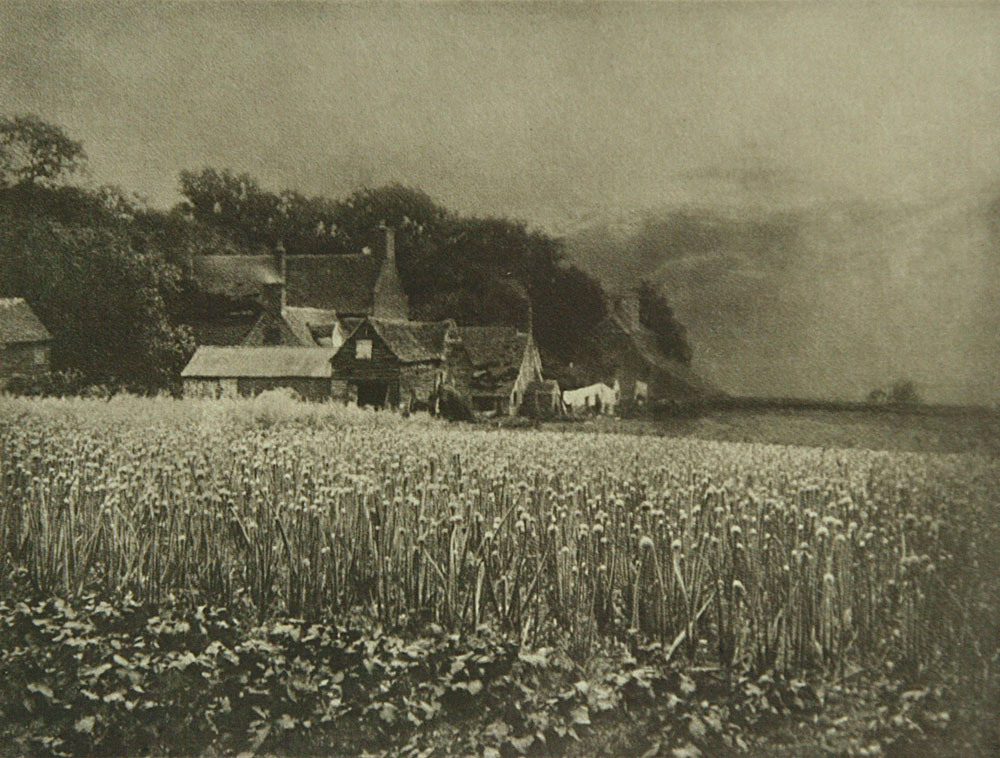
George Davison: Cibulové pole, 1890
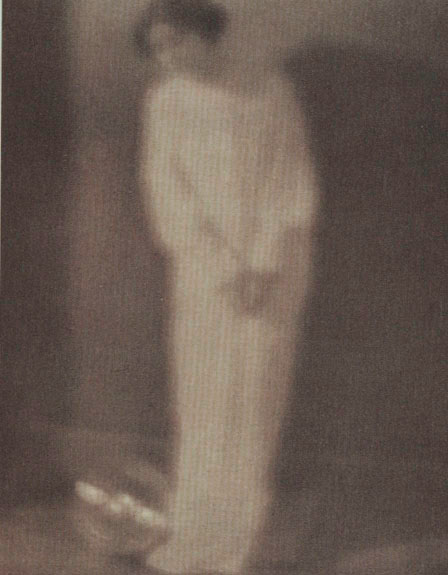
Společné dílo Clarence Hudson White a Alfred Stieglitz: Experiment #27, 1907
Lewis Wickes Hine: Dinner time. Family of Mrs. A. J. Young, Tifton, 1909
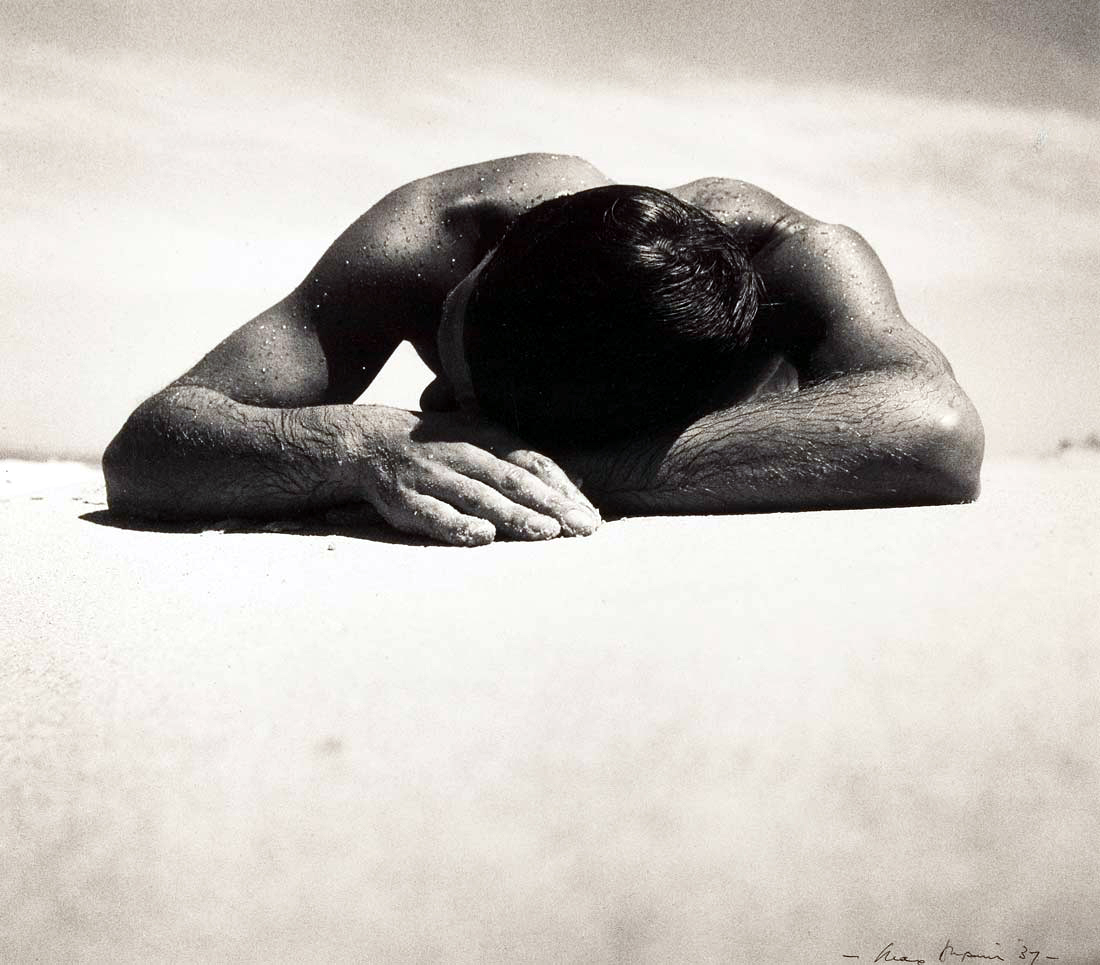
Max Dupain: Sunbaker (1937), pozitiv byl pořízen r. 1975
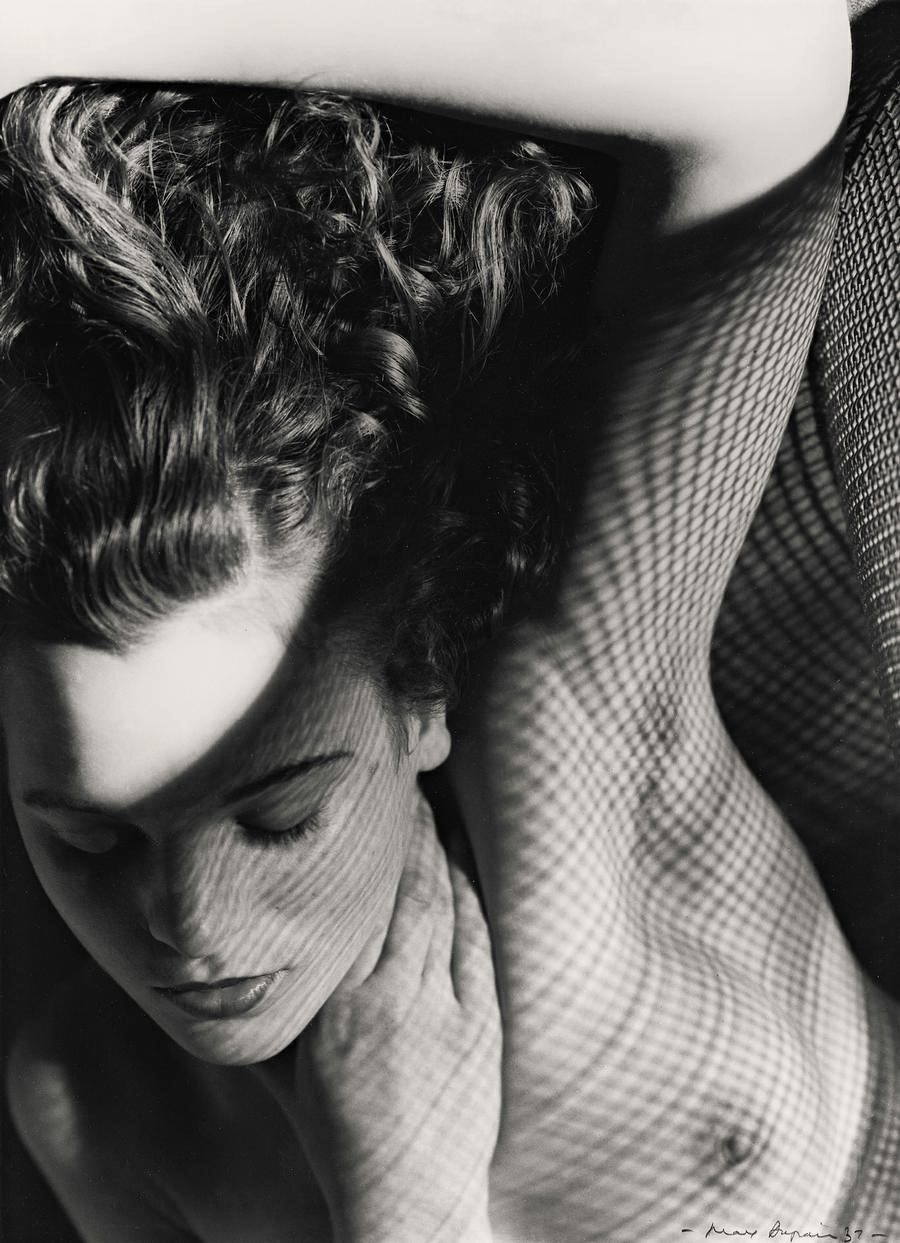
Max Dupain: Jean with Wire Mesh, 1936
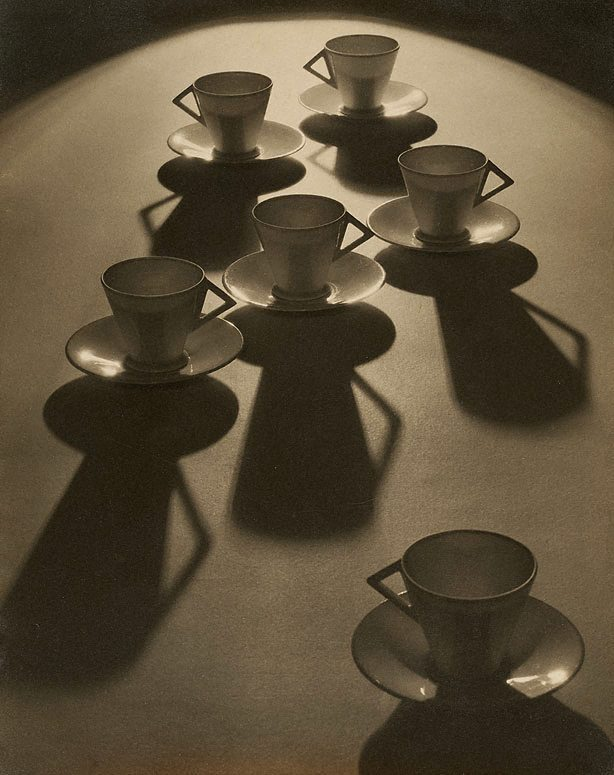
Olive Cotton: Tea cup ballet (Balet čajových šálků), 1935

### Současné umění
5 847 děl od více než 400 umělců. Jsou zastoupena jména jako Francis Alÿs, Christo, Thomas Demand, Sol LeWitt, Richard Long, Nam June Paik, Robert Rauschenberg a Ugo Rondinone. Sbírka zahrnuje světové umění z odkazu Mervyn Horton (1984) a reprezentativní soubor umění od 60. let do současnosti získaný darem rodiny Johna Kaldora. Sbírku světového umění tvoří také konceptuální umění, nouveau realisme, minimalismus a arte povera. Australské moderní umění je reprezentováno zejména abstraktní a expresionistickou malbou, videem a pop artem.

## Sbírky (Google Art Project)

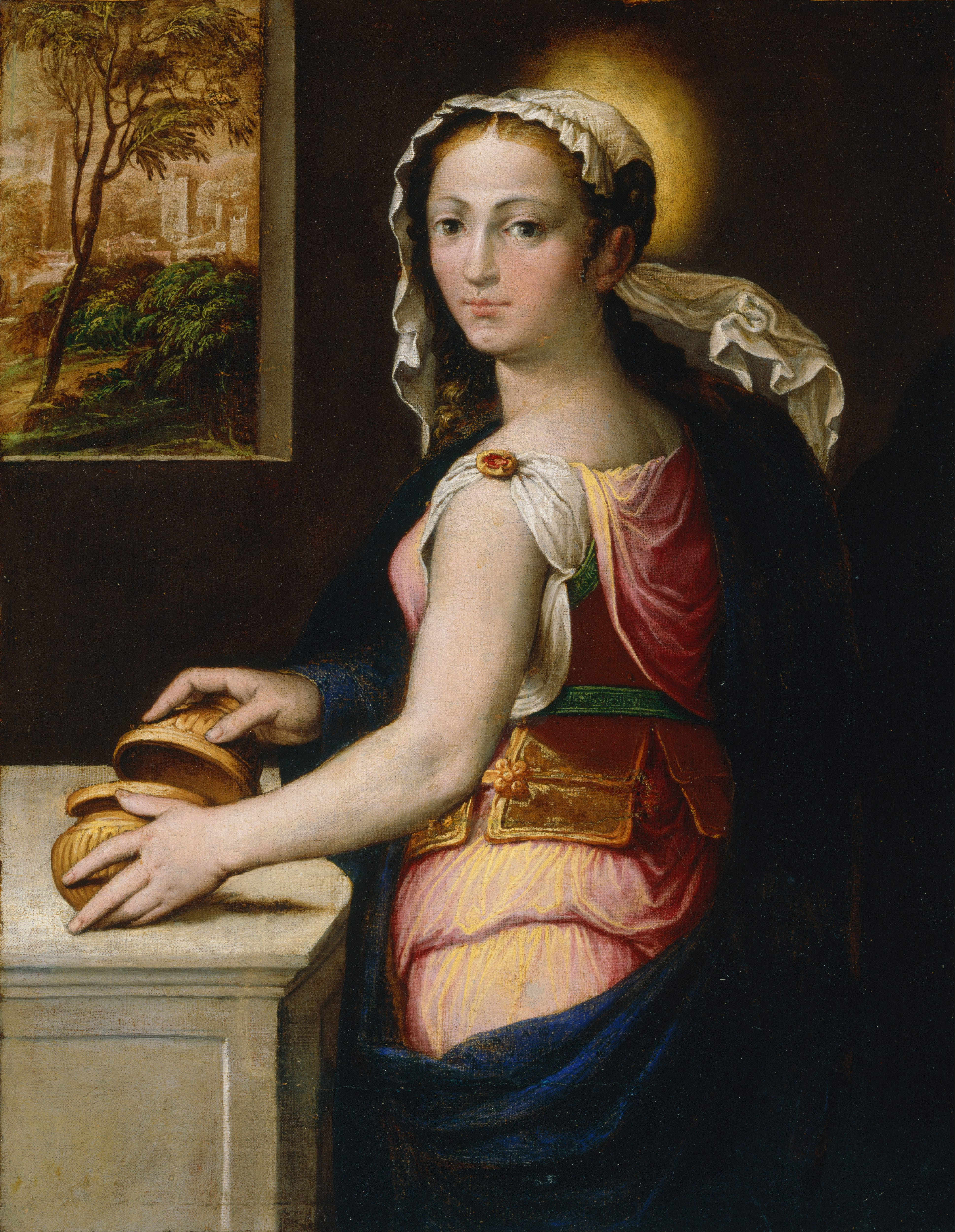
Bernardino Campi - Mary Magdalene, 1522-1590
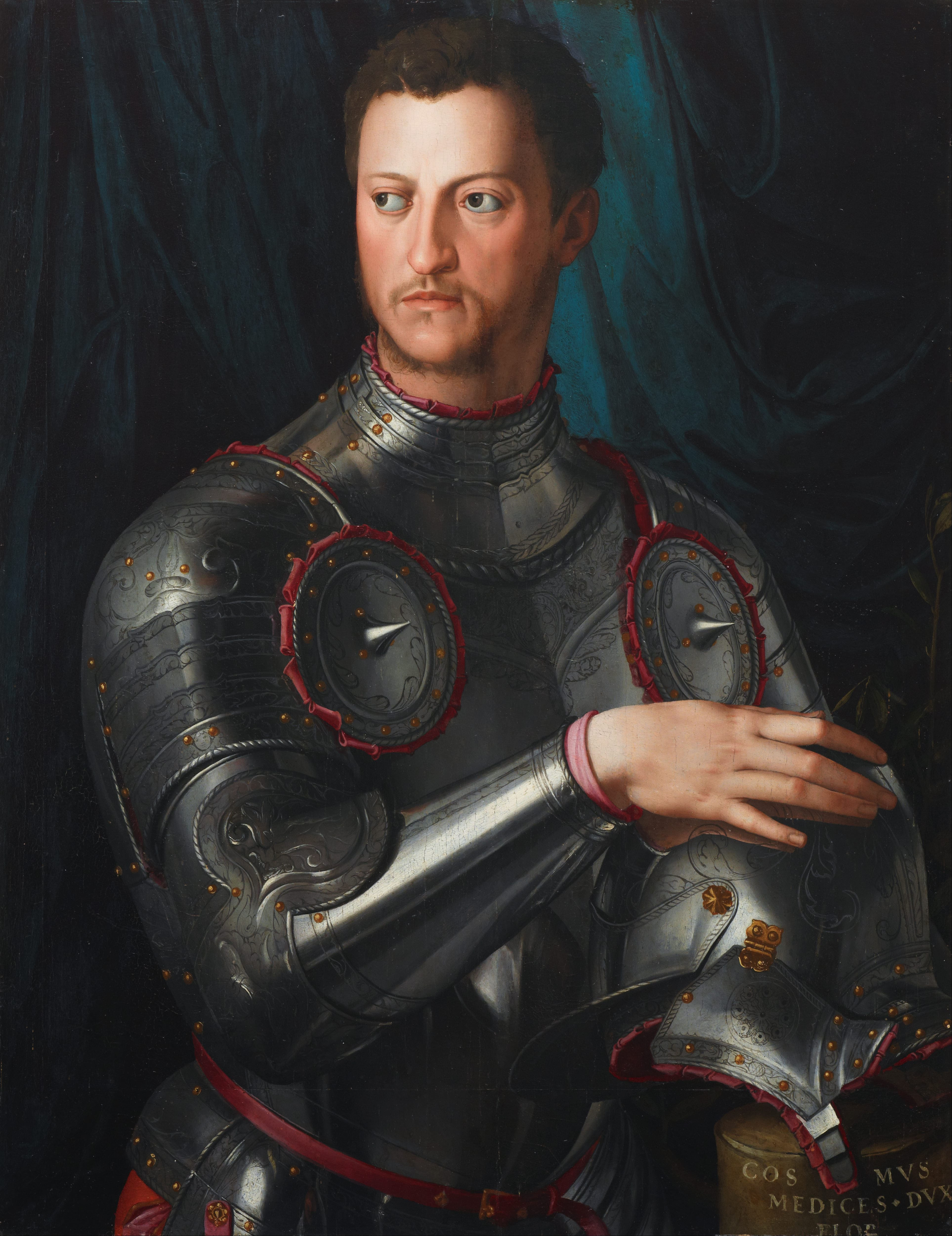
Agnolo Bronzino - Cosimo I de' Medici in armour, 1545
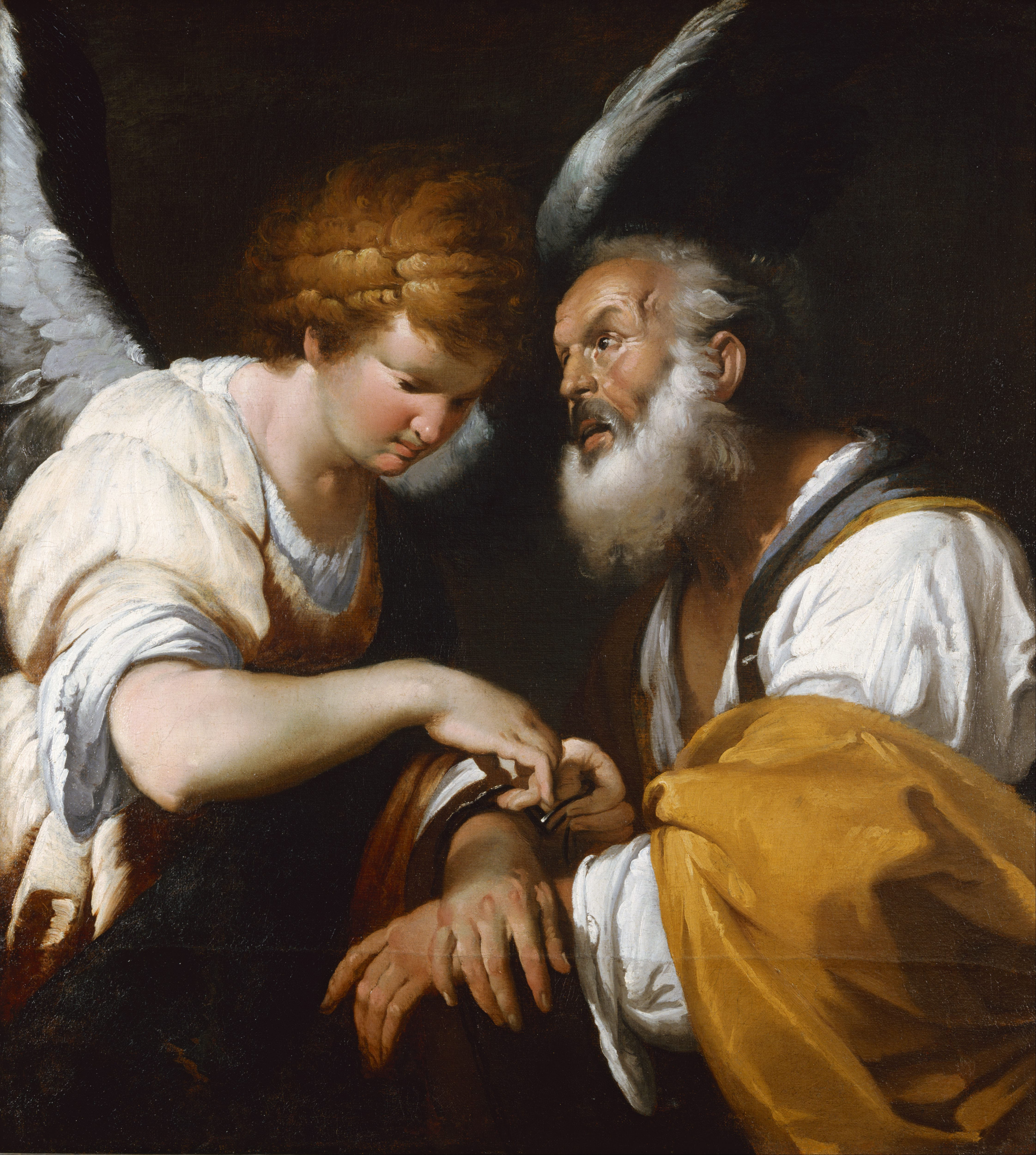
Bernardo Strozzi - The release of St Peter, 1635
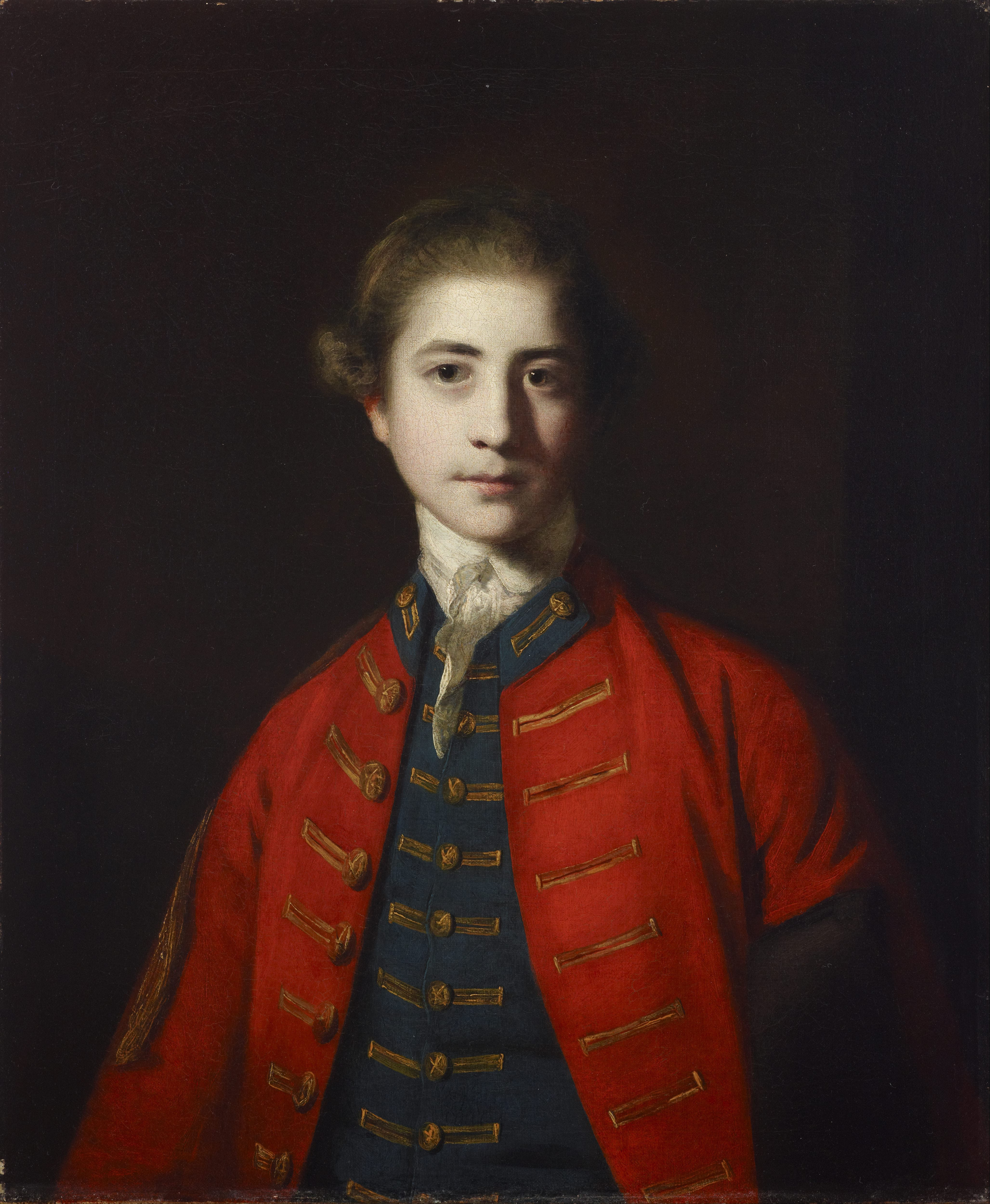
Sir Joshua Reynolds - Stephen Croft, Junior, 1760
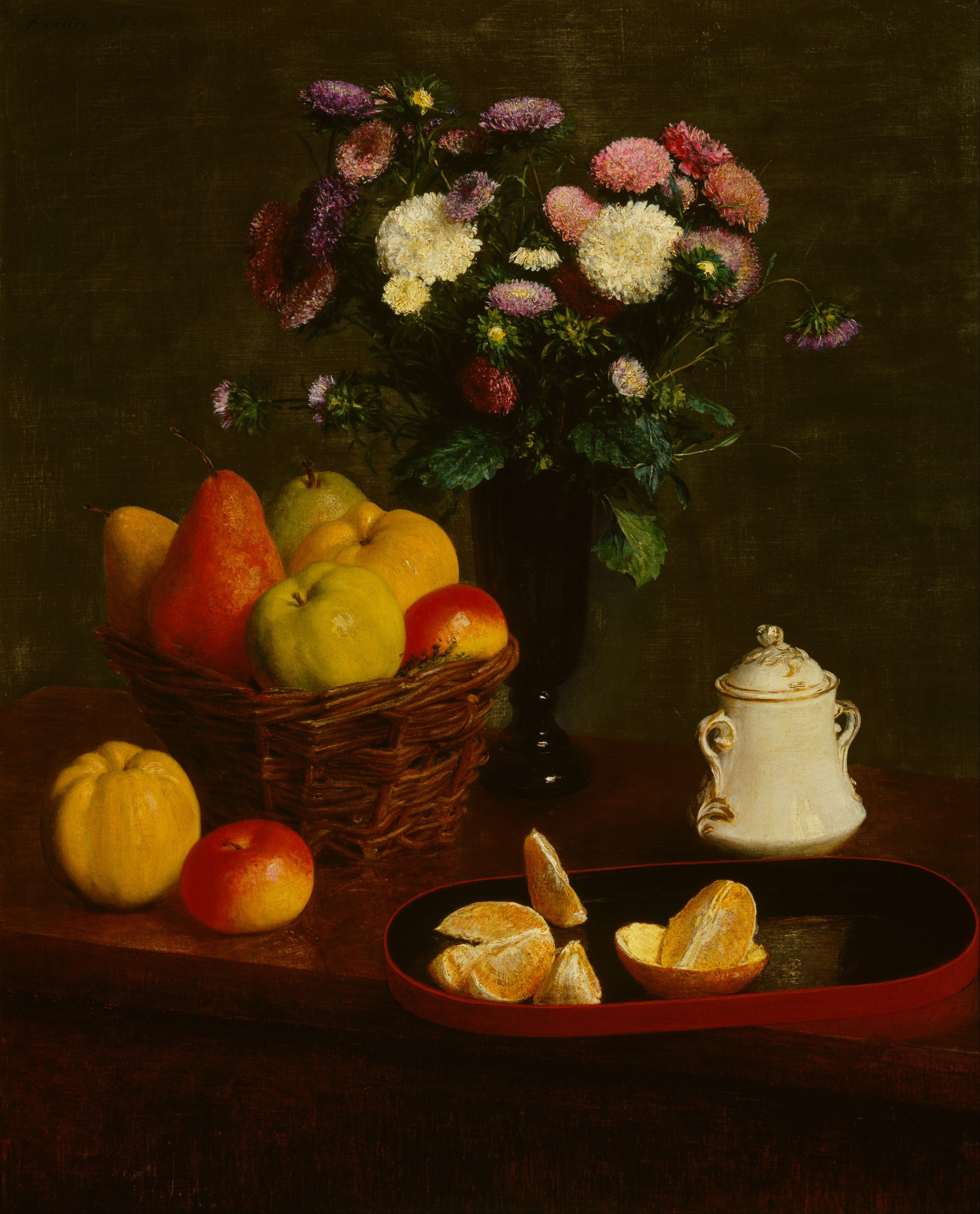
Henri Fantin-Latour - Flowers and fruit, 1866
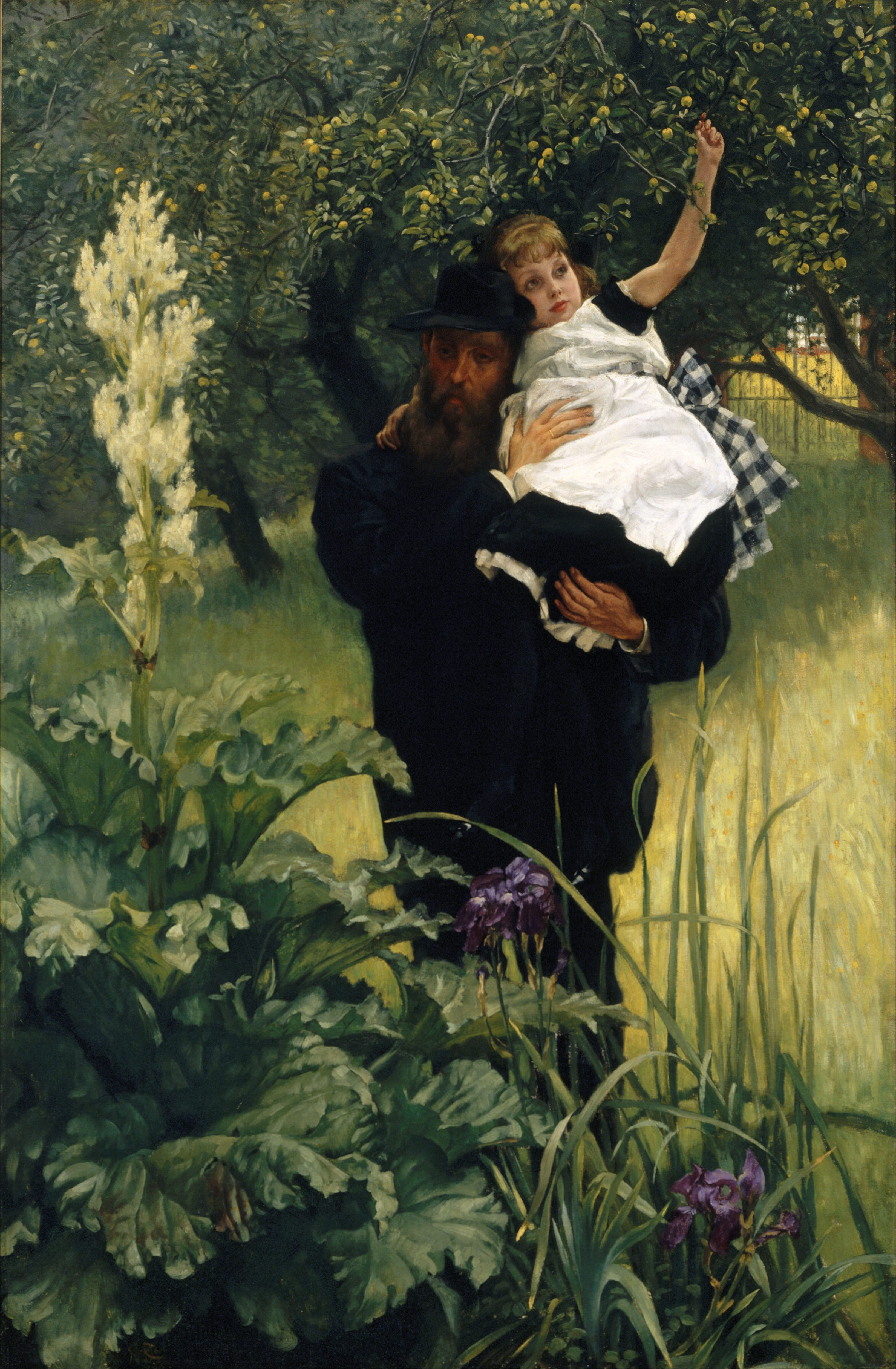
James Tissot - The Widower, 1876
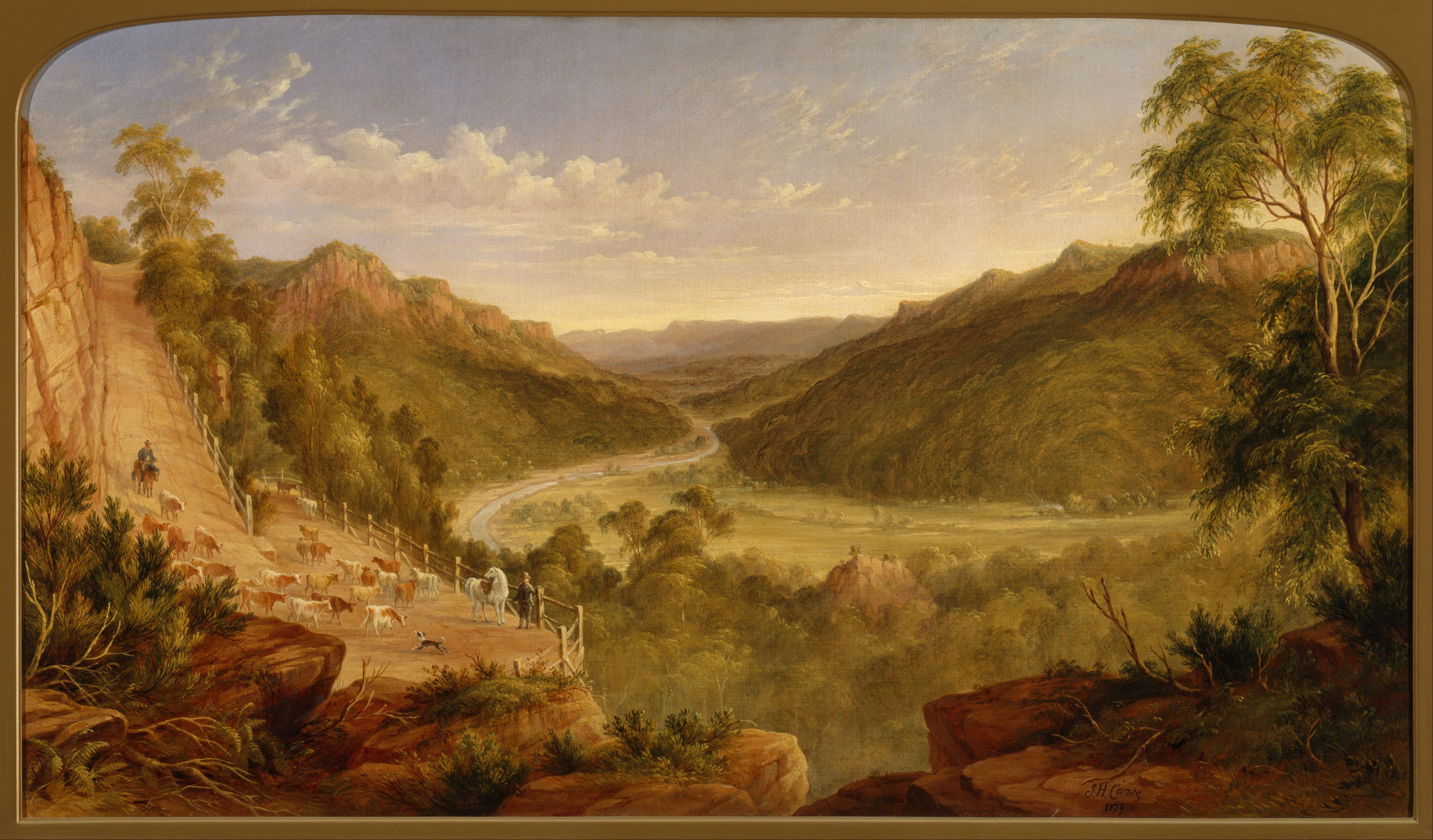
J.H. Carse - Burragorang Valley near Picton, 1879
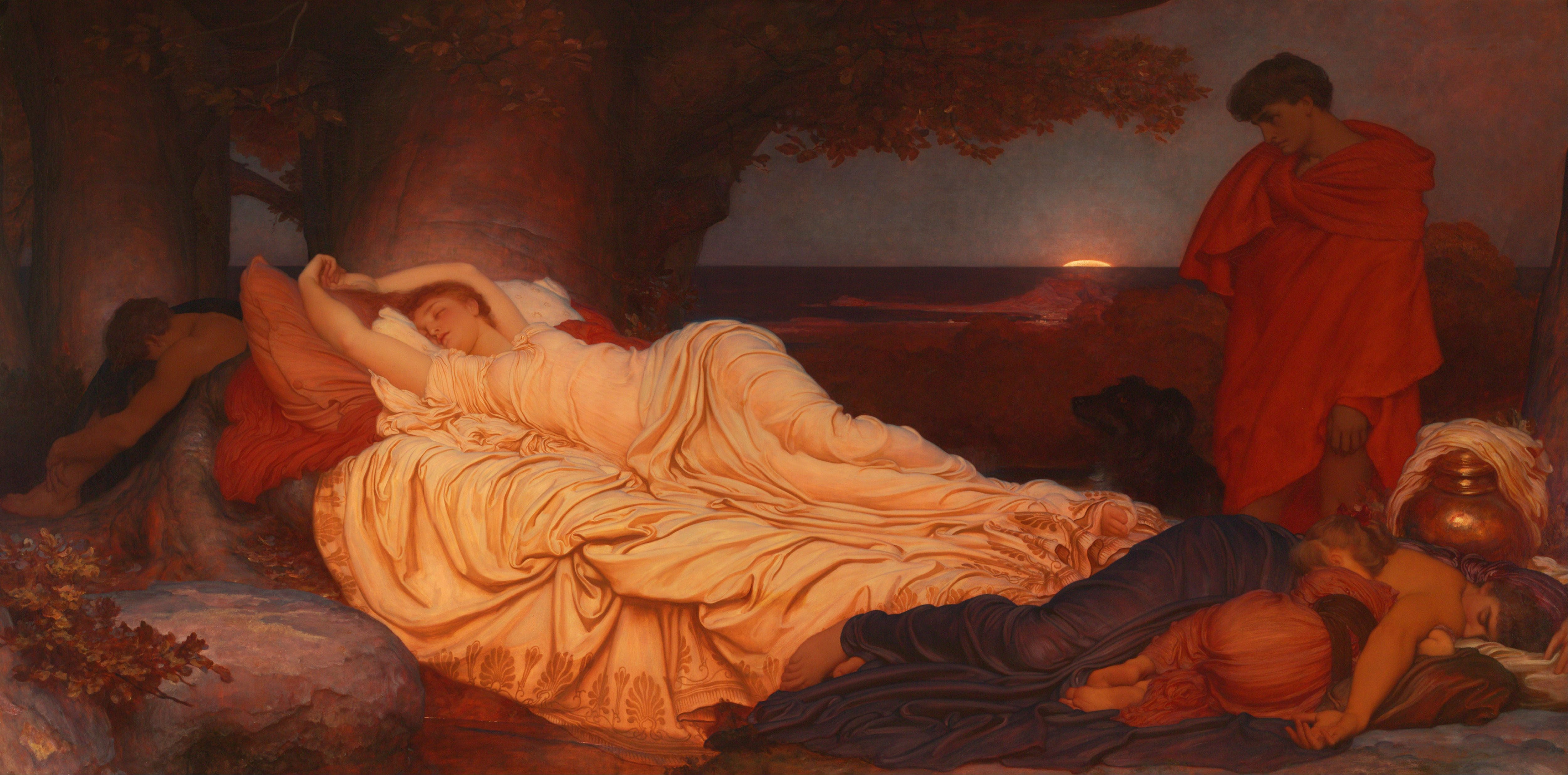
Lord Frederic Leighton - Cymon and Iphigenia, 1884
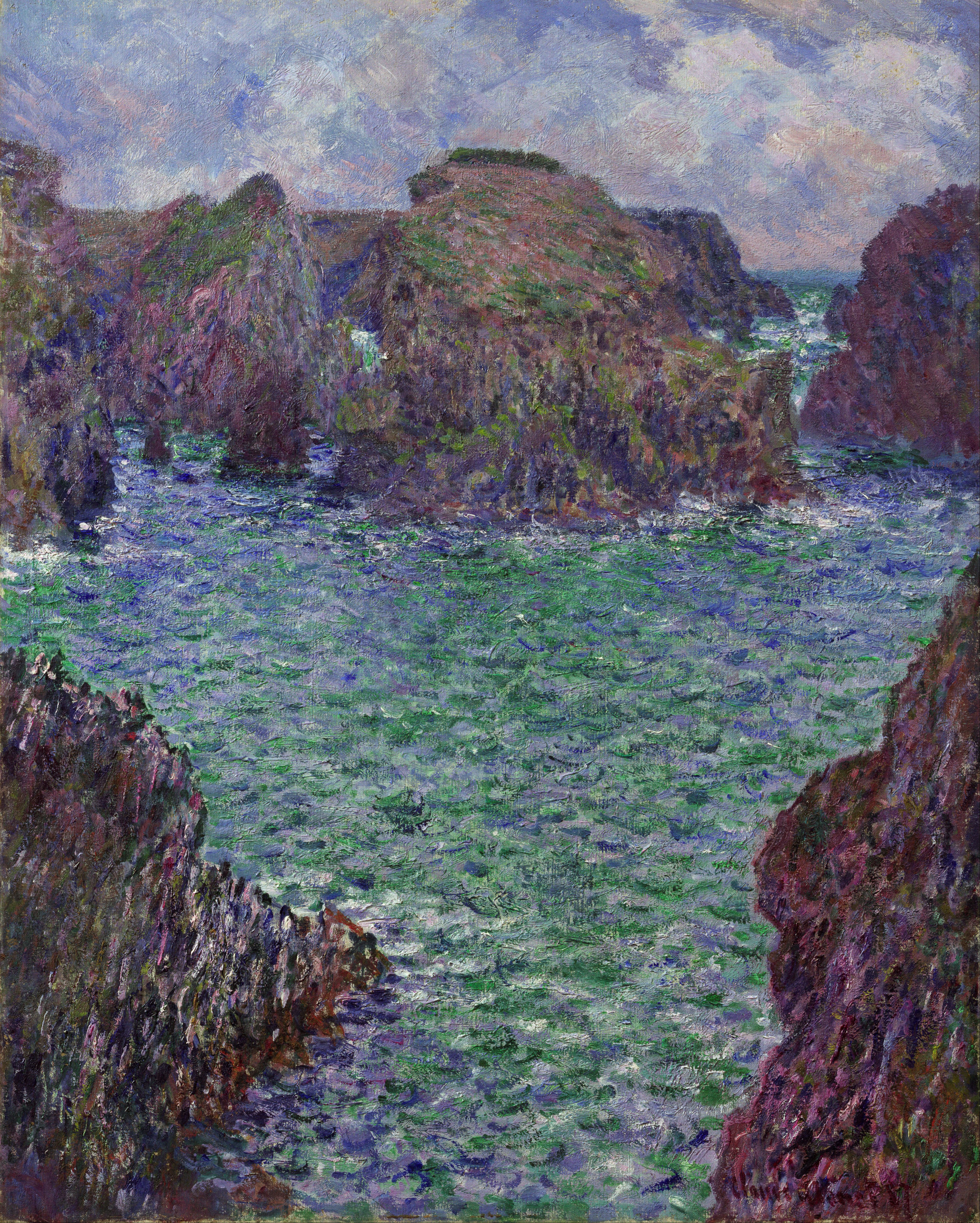
Claude Monet - Port-Goulphar, Belle-Île, 1887
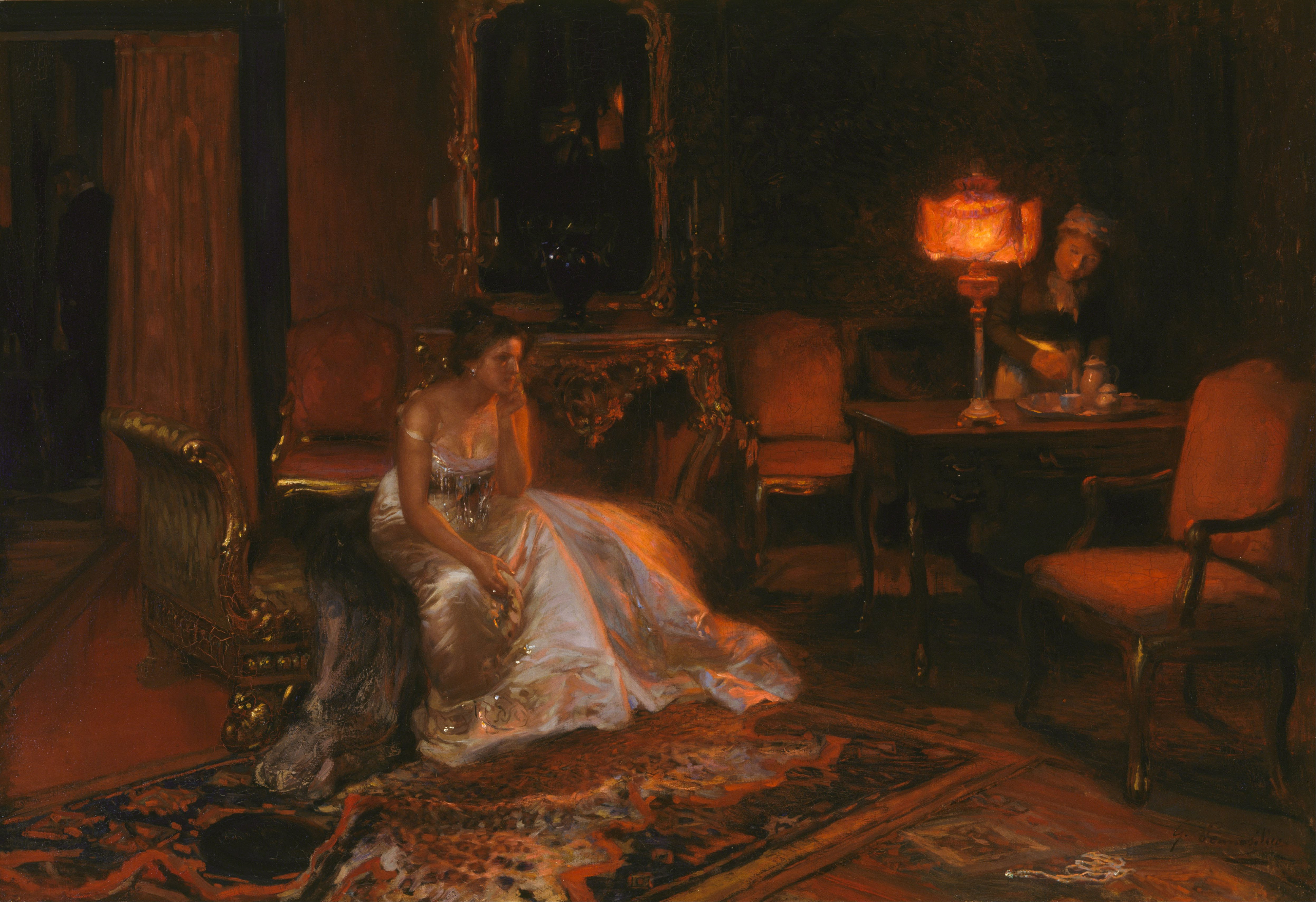
Giuseppe Pennasilico - The end of a dream, 1908